# 3410 Vereshchagin
3410 Vereshchagin eller 1978 SZ7 är en asteroid i huvudbältet som upptäcktes den 26 september 1978 av den sovjetisk-ryska astronomen Ljudmila Zjuravljova vid Krims astrofysiska observatorium på Krim. Den har fått sitt namn efter den ryske målaren Vasilij Veresjtjagin.
Asteroiden har en diameter på ungefär 4 kilometer och den tillhör asteroidgruppen Flora.